# Cycleptus
Cycleptus is een geslacht van straalvinnige vissen uit de familie van de zuigkarpers (Catostomidae).

## Soorten
- Cycleptus elongatus Lesueur, 1817
- Cycleptus meridionalis Burr & Mayden, 1999